# Crypteffigies confusus
Crypteffigies confusus là một loài tò vò trong họ Ichneumonidae.